# Ksar Ighrdayen
Ksar Ighrdayen (en arabe : قصر إغرداين) est un village fortifié dans la province de Zagora, région de Draa-Tafilalet au sud-est du Maroc .